# Dunstable (Massachusetts)
Dunstable est une ville du Comté de Middlesex dans l’État américain du Massachusetts.
Elle a été incorporée en 1673.
Sa population était de 3 358 habitants en 2020.

## Personnalités liées à la commune
- L'universitaire américaine Ellen Richards (1842-1911) y est née.